# David Nystedt
David Nystedt, född 1780, död 25 december 1814, var en svensk violast vid Kungliga hovkapellet.

## Biografi
David Nystedt föddes 1780. Han anställdes omkring 1799 som violast vid Kungliga hovkapellet i Stockholm. Nystedt avled 25 december 1814.